# Ghosts of Mars
Ghosts of Mars is een Amerikaanse sciencefictionfilm uit 2001 onder regie van John Carpenter.

## Verhaal
In de 22e eeuw krijgt een politie-eenheid op Mars de opdracht om een gevaarlijke misdadiger van een mijnwerkersnederzetting naar een gevangenis te escorteren. Wanneer ze ter plaatse aankomen, blijkt dat de nederzetting uitgestorven is. Enkele inwoners zijn bezeten door de oorspronkelijke bewoners van Mars. 

## Rolverdeling
- Natasha Henstridge: Luitenant Melanie Ballard
- Ice Cube: James Williams
- Jason Statham: Sergeant Jericho Butler
- Clea DuVall: Bashira Kincaid
- Pam Grier: Commandant Helena Braddock
- Joanna Cassidy: Whitlock
- Richard Cetrone: Big Daddy Mars
- Rosemary Forsyth: Inquisiteur
- Liam Waite: Michael Descanso
- Duane Davis: Uno
- Lobo Sebastian: Dos
- Rodney A. Grant: Tres
- Peter Jason: McSimms
- Wanda De Jesus: Akooshay
- Doug McGrath: Benchley